# Leslie Keijzer
Leslie Keijzer (Amsterdam, 7 augustus 1990) is een Nederlands mediapersoonlijkheid en schrijfster. Ze heeft deelgenomen aan diverse televisieprogramma’s en maakte in het voorjaar van 2024 haar schrijversdebuut.

## Levensloop
Keijzer heeft haar bekendheid te danken aan haar medewerking aan de RTL 5-realityserie Echte Gooische meisjes, waarin zij van oktober 2008 tot en met mei 2010 met andere Gooische meisjes gevolgd werd in hun luxe leven. In 2009 was zij eveneens te zien in de spin-off serie Echte Gooische meisjes in de bijstand. Ook had ze dat jaar een rol in de videoclip Darryl Express van rapper Darryl.
Na het stoppen van de serie deed Keijzer in 2011 mee aan de RTL 5-serie Echte meisjes in de jungle, ze behaalde de finale en eindigde op een tweede plaats. Hierna werkte ze samen met Michella Kox mee aan de televisieprogramma's De grote Jezus quiz en De slechtste chauffeur van Nederland VIPS.
In november 2020 keerde Keijzer met de originele 'Gooische meisjes' terug in de Videoland-spin-off-serie Echte Gooische moeders. Wegens de positieve reacties werd deze met meerdere seizoenen en specials verlengd. Van 2021 tot en met 2022 was Keijzer als panellid te zien in de Videoland editie van Ranking the Stars.
In het voorjaar van 2024 maakte Keijzer haar schrijversdebuut met haar boek Mama huilt harder bij uitgeverij Luitingh-Sijthoff, waarin ze schrijft over haar postnatale depressie. Op 22 mei 2024 kwam het boek binnen op de derde plaats in De Bestseller 60 van bestverkochte boeken in Nederland.

## Privé
Keijzer was sinds augustus 2020 verloofd en is sinds juni 2025 getrouwd met televisieproducent Govinda den Hartog, die zij in 2011 leerde kennen tijdens de opnames van het RTL 5-programma Echte meisjes in de jungle. Met hem kreeg zij twee zoons; in 2019 en in 2021.

## Televisie

### Realityserie
- 2008-2010: Echte Gooische meisjes
- 2009: Echte Gooische meisjes in de bijstand
- 2020-heden: Echte Gooische moeders
  - 2022: Echte Gooische Moederdag
  - 2022: Echte Gooische moeders: La Dolce Vita
- 2023: The Real Housewives of Amsterdam, gastrol

### Overig
- 2011: Echte meisjes in de jungle, eindigde als tweede
- 2012: De grote Jezus quiz, met Michella Kox
- 2018: De slechtste chauffeur van Nederland VIPS, met Michella Kox
- 2021-2022: Ranking the Stars, als panellid
- 2024: Marble Mania, met Pauline Wingelaar en Bo Wilkes[19]
- 2024: De Verraders Halloween, als getrouwe
- 2025: Het Jachtseizoen: Most Wanted, als voortvluchtige met Pauline Wingelaar[20]

### Bestseller 60
| Boeken met noteringen in de Nederlandse Bestseller 60 | Jaar van verschijnen | Datum van binnenkomst | Hoogste positie | Aantal weken | Opmerkingen |
| ----------------------------------------------------- | -------------------- | --------------------- | --------------- | ------------ | ----------- |
| Mama huilt harder                                     | 2024                 | 22-05-2024            | 1(3wk)          | 27*          |             |